# The City of Her Dreams
The City of Her Dreams er en amerikansk stumfilm fra 1910.